# Национально-демократическая партия (Россия)
Национально-демократическая партия (НДП) — официально незарегистрированная национал-демократическая оппозиционная политическая партия в Российской Федерации.

## История

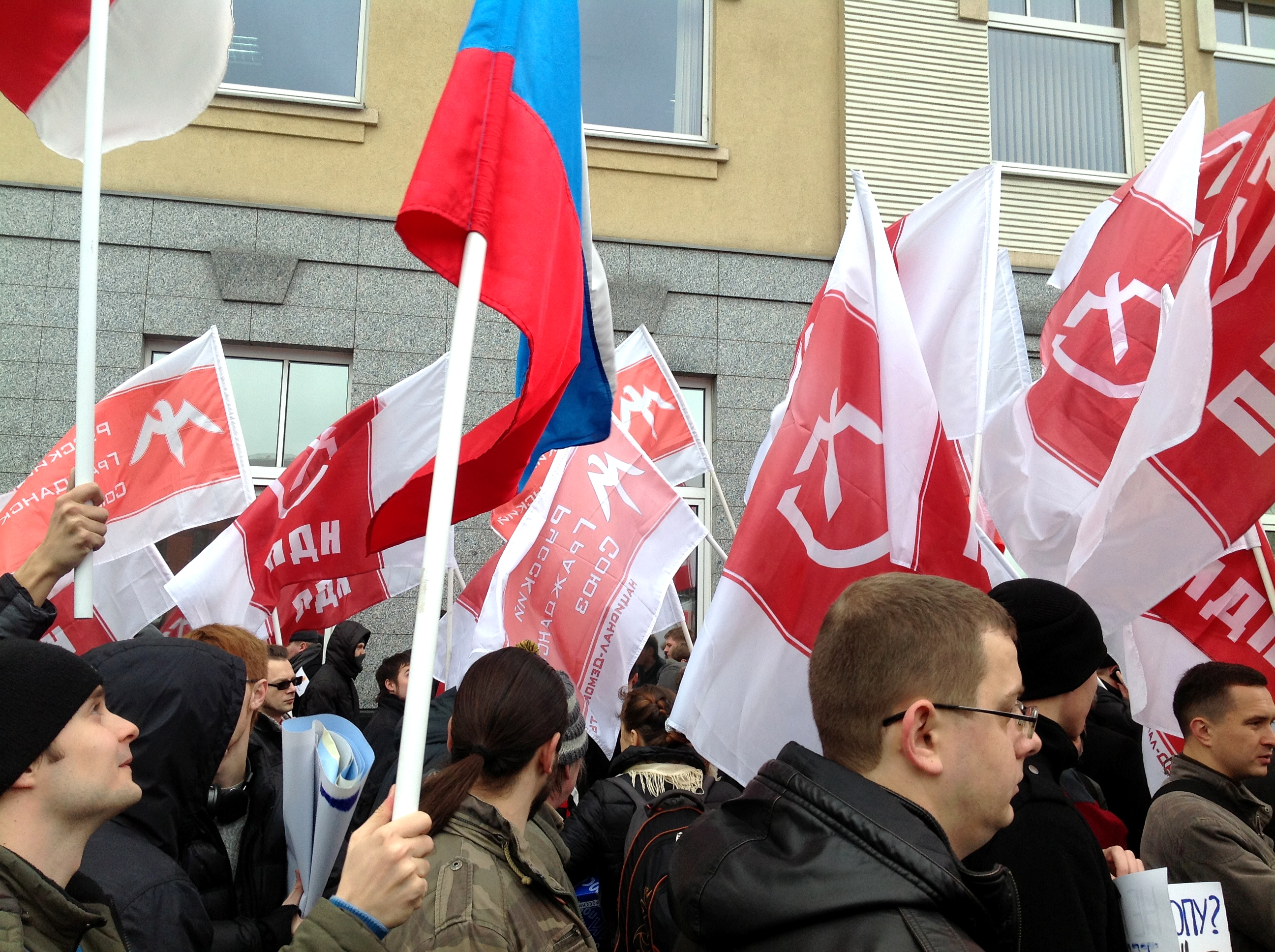
Члены НДП и РГС на «Русском марше» 4 ноября 2012 года

Основана 23 марта 2012 года в результате слияния русских националистических движений «Русский гражданский союз» и «Русское общественное движение», известных по политической кампании «Хватит кормить Кавказ!» и участием в организации первых «Русских маршей». Идеологом и лидером партии до своей смерти в 2020 году являлся философ, писатель и журналист Константин Крылов.В исполком  НДП входили Владимир Тор, политолог Павел Святенков и главный редактор «Русского обозревателя» Егор Холмогоров.
Члены партии активно участвовали в протестах 2011-2013 годов, наряду с другими националистическими формированиями и стали фигурантами уголовных и административных дел. На выборах мэра Москвы в 2013 году НДП поддержала кандидатуру Алексея Навального. Попытки руководства партии в 2013-14 годах добиться государственной регистрации были отвергнуты Минюстом.
Партия активно поддерживала создание и становление Новороссии, и заняла сторону России в российско-украинской войне. НДП сотрудничала с националистическим ресурсом «Спутник и Погром» и с его создателем Егором Просвирниным. Выступала против блокировки ресурса в 2017 году.

## Программа
Партия последовательно выступает за создание русского национального государства, демократические преобразования в России, независимость судов, защиту частной собственности, децентрализацию государства по конституционным нормам, ограничение миграции в Россию, организацию гражданского общества.
Внепрограммной частью идеологии партии является русский ирредентизм. НДП поддерживает вхождение в состав России Украины и Белоруссии.

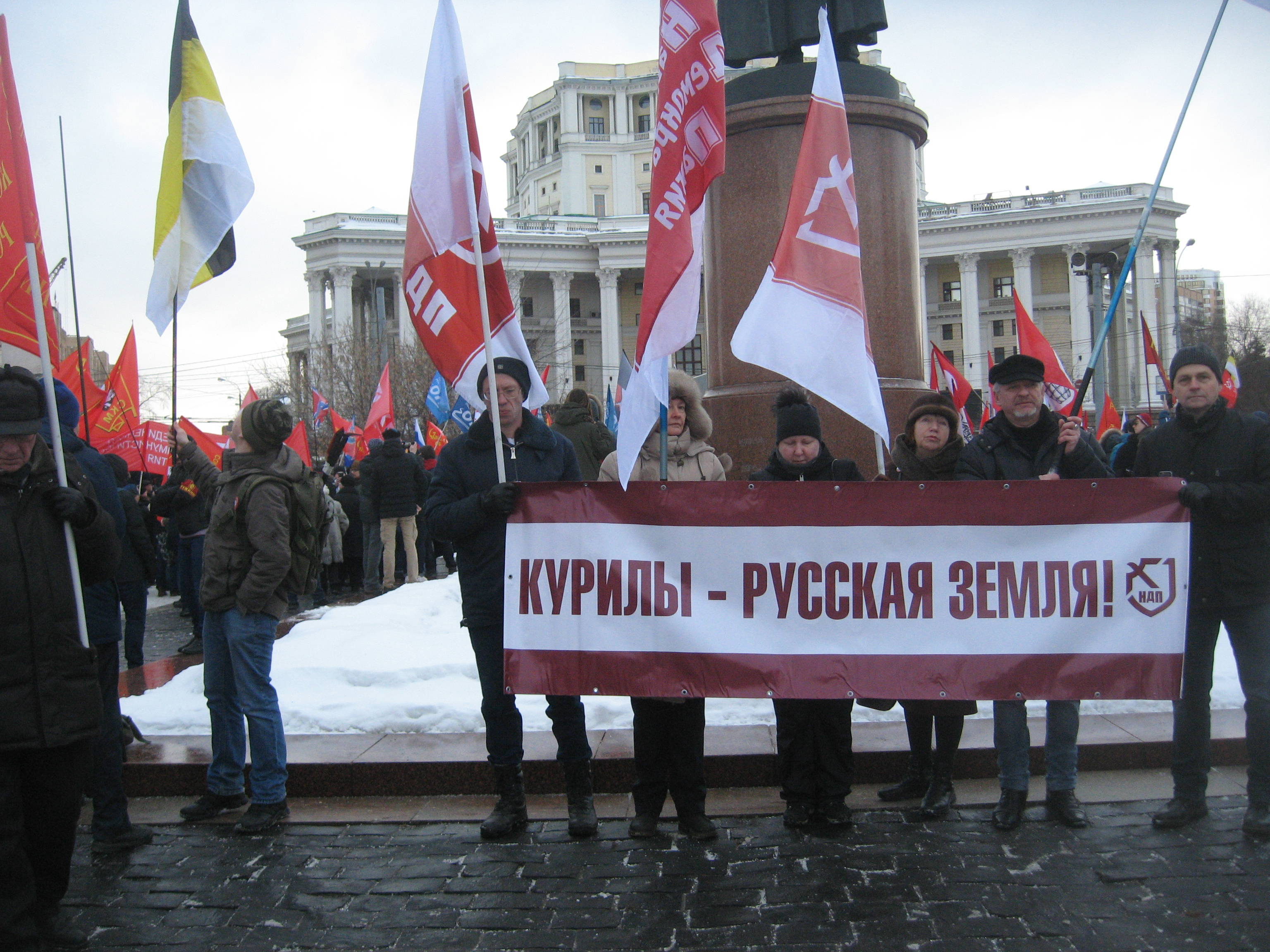
Митинг русских националистов при участии активистов НДП в Москве 20 января 2019 года против передачи Курильских островов Японии